# Ưu-bà-ly

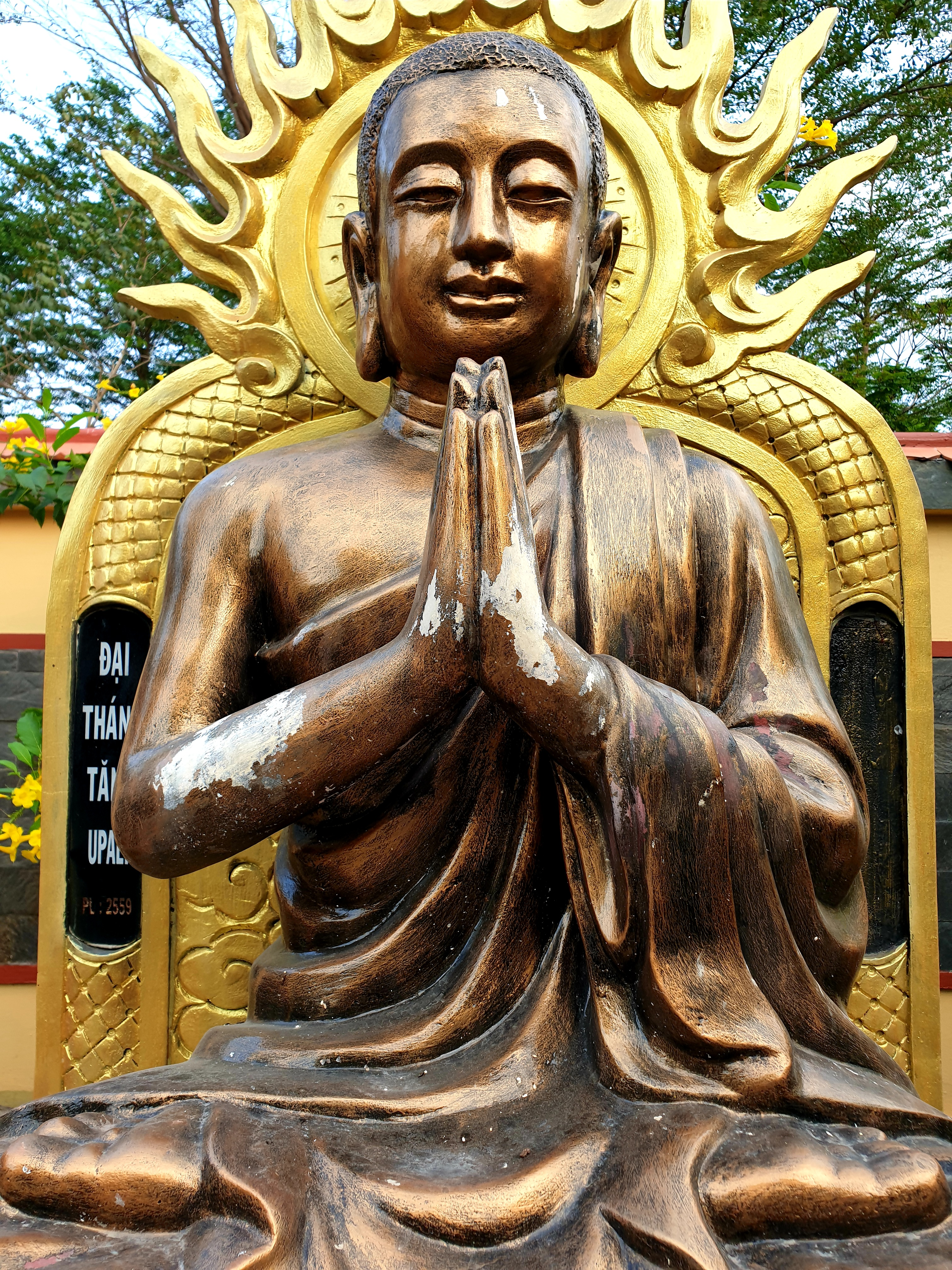
Tượng Đại thánh tăng Upali (Ưu Bà Ly) tại chùa Nam Tông ở quận Bình Tân

Ưu Ba Ly hay Ưu Bà Ly (tiếng Phạn: Upāli) là một nhà sư Phật giáo và là một trong Thập đại đệ tử của Đức Phật và theo các kinh điển Phật giáo sơ kỳ thì Thánh tăng Ưu Bà Ly chính người phụ trách việc trì tụng và xem xét giới luật (tiếng Phạn: vinaya) gọi chung là đệ nhất trì luật.

## Cuộc đời
Ưu Bà Ly xuất thân từ giai cấp Thủ-đà-la – tầng lớp thấp nhất trong hệ thống giai cấp của xã hội Ấn Độ cổ đại. Theo các sách vở, Ưu Bà Ly là một thợ cắt tóc, một nghề bị coi thường ở Ấn Độ thời cổ đại. Ông xuất thân từ một gia đình thuộc đẳng cấp Vaishya phục vụ cho các hoàng tử dòng dõi Sakya ở Kapilavatthu (tiếng Phạn: Śakya; Kapilavastu) và cho Đức Phật. Gia đình ông làm nghề thợ cạo (cắt tóc), bản thân Ưu-ba-ly khi trưởng thành cũng phục vụ trong hoàng cung Ca-tỳ-la-vệ (Kapilavastu) với vai trò thợ cạo cho các vương tử dòng họ Thích-ca.
Mẹ của Ưu Bà Ly đã từng giới thiệu Ưu Bà Ly đến với Đức Phật. Không giống như người lớn, lúc còn nhỏ cậu không thấy sợ hãi khi đến gần Đức Phật.

### Xuất gia
Khi các vương tôn dòng Thích-ca quyết định xuất gia theo Phật, Ưu-ba-ly cũng mong muốn xuất gia nhưng ban đầu cảm thấy không phù hợp vì địa vị xã hội thấp kém. Hiểu được tình cảnh của ông, các vương tử Thích-ca đã thực hiện một hành động mang tính biểu tượng về việc phá bỏ định kiến giai cấp: Họ cởi bỏ hết trang sức, giao cho Ưu-ba-ly giữ, rồi cùng quỳ xuống đề nghị ông hãy xuất gia trước họ. Nhờ đó, khi gia nhập đoàn thể tu sĩ, Ưu-ba-ly trở thành người thọ giới lâu hơn và các vương tôn phải kính lễ ông như người đi trước – một sự kiện thể hiện tinh thần bình đẳng đặc trưng của Phật giáo, vượt qua ranh giới giai cấp truyền thống.

### Vai trò trong Phật giáo
Ngay từ khi mới gia nhập cộng đồng tu sĩ, Ưu-ba-ly thể hiện sự chăm chỉ và cẩn trọng trong việc tuân thủ các quy tắc. Ông ghi nhớ chi tiết những quy định và thực hành chúng một cách nghiêm túc, tỉ mỉ. Theo các văn bản, Đức Phật đã trực tiếp truyền dạy toàn bộ hệ thống giới luật cho Ưu-ba-ly, giúp ông nắm vững từng điều khoản của Luật tạng.
Vai trò của Ưu-ba-ly đạt đến đỉnh cao vào thời điểm Đại hội Kết tập Kinh điển lần thứ nhất (khoảng 3 tháng sau khi Đức Phật mất). Tại hội nghị của 500 vị tu sĩ cao cấp ở thành Vương Xá (Rājagṛha) năm 486 TCN, Ma-ha Ca-diếp chủ tọa đã đề nghị Ưu-ba-ly tụng lại toàn bộ giới luật đã được Phật quy định. Với kiến thức chuyên sâu và uy tín về Luật học, Ưu-ba-ly được cử làm người "tụng Luật" – đọc tụng biên niên các quy tắc và những sự kiện liên quan đến từng điều luật. Nhờ sự trình bày mạch lạc của ông, nội dung Luật tạng đã được hệ thống hóa một cách hoàn chỉnh, trở thành một phần của Tam Tạng Phật giáo.

### Tiền kiếp
Trong một số thư tịch Phật giáo, một lời giải thích được đưa ra tại sao một nhà sư xuất thân từ đẳng cấp thấp lại có vai trò trung tâm như vậy trong việc phát triển giới luật Phật giáo. Apadāna giải thích điều này bằng cách kể rằng Ưu Ba Ly từng là vị vua Chuyển luân Thánh vương toàn năng trong ngàn kiếp trước, và là vua của các vị thần trong ngàn tiền kiếp khác Mặc dù tiền kiếp của Ưu Bà Ly là một vị vua, ông được sinh ra như một thợ cắt tóc thuộc đẳng cấp thấp vào thời Đức Phật Cồ Đàm (Gotama). Điều này cũng được giải thích trong một câu chuyện của Apadāna đó là trong một kiếp trước, Ưu Bà Ly đã xúc phạm một vị Phật là Pratyekabuddhayāna trong tiếng Phạn dẫn đến nghiệp chướng phải chuyển thế tái sanh.

### Vị trí trong Thập đại đệ tử
Về sau, truyền thống Phật giáo liệt ông vào nhóm mười vị đệ tử xuất sắc của Thích-ca Mâu-ni gọi là Thập đại đệ tử. Bao gồm Tôn giả Xá Lợi Phất (trí tuệ đệ nhất), Mục Kiền Liên (thần thông đệ nhất), Ma Ha Ca Diếp (đầu đà đệ nhất), A Na Luật (thiên nhãn đệ nhất), Tu Bồ Đề (giải không đệ nhất), Phú Lâu Na (thuyết pháp đệ nhất), Ca Chiên Diên (luận nghị đệ nhất), Ưu Ba Ly (trì luật đệ nhất), A Nan Đà (đa văn đệ nhất) và La Hầu La (mật hạnh đệ nhất).